# Yasuo Otoguro
Yasuo Otoguro –en japonés, 乙黒 靖雄, Otoguro Yasuo– (22 de julio de 1968) es un deportista japonés que compitió en judo. Ganó una medalla de plata en el Campeonato Asiático de Judo de 1993 en la categoría de –60 kg.

## Palmarés internacional
| Campeonato Asiático | Campeonato Asiático | Campeonato Asiático | Campeonato Asiático |
| Año                 | Lugar               | Medalla             | Categoría           |
| ------------------- | ------------------- | ------------------- | ------------------- |
| 1993                | Macao (Portugal)    | Medalla de plata    | –60 kg              |